# Liste von Milliardären im Weltraum
Die Liste von Milliardären im Weltraum führt Personen auf, die in den Weltraum geflogen sind und zu diesem Zeitpunkt über ein Vermögen von (umgerechnet) mindestens einer Milliarde US-Dollar verfügten. Als Grenze zum Weltraum wird die Kármán-Linie in 100 km Höhe zugrunde gelegt. In den Vereinigten Staaten gilt zudem auch der Milliardär Richard Branson, der 2021 als Passagier seines eigenen  Raketenflugzeugs VSS Unity die Höhe von 50 Meilen (rund 80 km) überschritt, als Raumfahrer.

## Milliardäre im Weltraum
|                 | Milliardär                          |                                                                                       | Flug                                                    | Start              | Landung            | Ziel       | Anmerkungen |                             |
| --------------- | ----------------------------------- | ------------------------------------------------------------------------------------- | ------------------------------------------------------- | ------------------ | ------------------ | ---------- | --- | --------------------------- |
| Dennis Tito     | Dennis Tito USA                     | Dennis Tito, Talgat Musabayev und Yury Baturin auf der ISS                            | Sojus TM-32/TM-31 (Space Adventures / MirCorp ISS EP-1) | 28. April 2001     | 6. Mai 2001        | ISS        | Erster Weltraumtourist, erster Tourist auf der Internationalen Raumstation (ISS) und erster Milliardär im Weltraum                                                                                                | [ 1 ] [ 2 ] [ 3 ]           |
| Charles Simonyi | Charles Simonyi USA Ungarn          |                                                                                       | Sojus TMA-10/TMA-9 (Space Adventures)                   | 7. April 2007      | 21. April 2007     | ISS        | Erster zweifacher Weltraumtourist | [ 4 ]                       |
| Charles Simonyi | Charles Simonyi USA Ungarn          |                                                                                       | Sojus TMA-13/TMA-12 (Space Adventures)                  | 26. März 2009      | 8. April 2009      | ISS        | Erster zweifacher Weltraumtourist | [ 5 ] [ 1 ] [ 6 ]           |
| Guy Laliberté   | Guy Laliberté Kanada                | Jeffrey Williams (oben), Guy Laliberté (Mitte) und Maxim Surajew vor dem Start        | Sojus TMA-16/TMA-14 (Space Adventures)                  | 30. September 2009 | 11. Oktober 2009   | ISS        | Letzter Weltraumtourist vor Einstellung des Space-Shuttle-Programms und der Aufstockung der Langzeitbesatzung der ISS auf sechs Personen, was zu einem Jahrzehnt ohne Flüge von Weltraumtouristen zur ISS führte. | [ 1 ] [ 7 ] [ 8 ] [ 9 ]     |
| Jeff Bezos      | Jeff Bezos USA                      |                                                                                       | NS-16 (Blue Origin)                                     | 20. Juli 2021      | 20. Juli 2021      | suborbital | Bislang einziger Milliardär, der mit einem eigenen Raumschiff die Kármán-Linie überschritt; erster vollständig kommerzieller und ziviler Raumflug; erster bemannter Flug von Blue Origin                          | [ 10 ] [ 11 ] [ 12 ] [ 13 ] |
| Jared Isaacman  | Jared Isaacman USA                  | V. l. n. r.: Sian Proctor, Jared Isaacman, Christopher Sembroski und Hayley Arceneaux | Inspiration4                                            | 15. September 2021 | 18. September 2021 | LEO        | Erster rein kommerzieller und ziviler Orbitalflug; vierter bemannter SpaceX-Start | [ 10 ]                      |
| Jared Isaacman  | Jared Isaacman USA                  | V. l. n. r.: Jared Isaacman, Anna Menon, Sarah Gillis und Scott Poteet                | Polaris Dawn                                            | 10. September 2024 | 15. September 2024 | LEO        | Erster Flug des Polaris-Programms; erster privater Weltraumausstieg | [ 14 ]                      |
| Yusaku Maezawa  | Yusaku Maezawa Japan                | Yusaku Maezawa, Alexander Missurkin und Yozo Hirano auf der ISS                       | Sojus MS-20 (Space Adventures)                          | 8. Dezember 2021   | 20. Dezember 2021  | ISS        | | [ 10 ] [ 15 ]               |
| Larry Connor    | Larry Connor USA                    | Larry Connor, Eytan Stibbe, Mark Pathy und Michael Lopez-Alegria auf der ISS          | Axiom Mission 1                                         | 21. Februar 2022   | 21. Februar 2022   | ISS        | Erster Flug für Axiom Space, erster privat organisierter Flug zur Internationalen Raumstation | [ 11 ] [ 16 ]               |
| Eytan Stibbe    | Eytan Stibbe Israel                 | Larry Connor, Eytan Stibbe, Mark Pathy und Michael Lopez-Alegria auf der ISS          | Axiom Mission 1                                         | 21. Februar 2022   | 21. Februar 2022   | ISS        | | [ 11 ] [ 16 ] [ 17 ]        |
| John Shoffner   | John Shoffner USA                   | ISS-Besatzung mit den Axiom-Mission-2-Raumfahrern, John Shoffner vorn in der Mitte    | Axiom Mission 2                                         | 21. Mai 2023       | 31. Mai 2023       | ISS        | | [ 18 ]                      |
|                 | Chun Wang Malta St. Kitts und Nevis |                                                                                       | Fram2                                                   | 1. April 2025      | 4. April 2025      | LEO        | Erster bemannter Flug in einer polaren Umlaufbahn, d. h. Überfliegen der Pole der Erde. | [ 19 ]                      |